# Ереб
Ереб (грч. Έρεβος [], лат. Erebus; познат и као Скот) је у грчкој митологији бог вечне таме и сама вечита тама. Син прапочетног Хаоса.

## Митологија
Са тамном ноћи Никтом, која је такође рођена од прапочетног Хаоса, Ереб је имао двоје деце:
- Етра - вечно светло
- Хемеру - светли дан

Према неким ауторима, Ереб је имао и кћерку Немезу, богињу одмазде.
Еребовим именом се назива и најдубљи део подземног света где се налазе одаје самог владара подземног царства Хада.
Грчка реч „Έρεβος“ има заједнички корен са семитском речи Ereb, што значи запад, а у географском смислу означује и земље које се налазе на западу.